# Formica accreta
Formica accreta este o specie de furnică din familia Formicidae.